# Erich Stenger
Erich Stenger (5 de agosto de 1878 en Aschaffenburg-14 de septiembre de 1957 en San Remo) fue un fotoquímico, inventor, historiador y teórico de la fotografía alemán.

## Biografía
Stenger estudió Química en Múnich, Baviera, entre los años 1897 y 1899, y posteriormente concluyó sus estudios en la ciudad norteña de Kiel, donde se licenció en 1903.
Desde 1904 trabajó durante año y medio como asistente de Heinrich Precht (1852–1925) en la Escuela Técnica Superior de Hannover y entre 1905 y 1906 hizo lo propio junto a Adolf Miethe en la Escuela Técnica Superior de Charlottenburg, en Berlín. Allí consiguió finalmente una cátedra en Química aplicada y redactó numerosos trabajos sobre historia de la fotografía.
En 1928 obtuvo el puesto de director de la colección de documentos y retratos de la Biblioteca Estatal de Prusia, actividad a la que se dedicó desde entonces
Fue el inventor de la lámpara con filtros para cámara oscura (1905) y del sistema de copiado fotográfico a partir de graduación química (1922).
Durante su vida Stenger mantuvo viva la relación con su ciudad natal (Aschaffenburg) y se ocupó de la colección de productos de la fábrica de porcelana Damm, desaparecida tras ser destruida en la Segunda Guerra Mundial.

## Obras  (selección)
- 1938. "Die Photographie in Kultur und Technik." (La fotografía en la cultura y la técnica), que más tarde retitularía como "Siegeszug der Photographie in Kultur, Wissenschaft, Technik." (El triunfo de la fotografía en la cultura, la cienca y la técnica.).
- 1939. "Die Photographie in München 1839–1860" (La fotografía en Múnich 1839-1860)
- 1940. "Die beginnende Photographie im Spiegel von Tageszeitungen und Tagebüchern." (Los comienzos de la fotografía según su reflejo en el mundo editorial y la prensa.)
- 1949. "Die Geschichte der Kleinbildkamera bis zur Leica." (Desde la cámara de pequeño formato a la Leica)
- 1949. "Die Steingutfabrik Damm bei Aschaffenburg 1827–1884." (La fábrica de porcelana Damm de Aschaffenburg 1827–1884)

## Homenajes y reconocimientos
- 1928. Medalla Hans-Wagner
- 1939. Medalla Lindenberg
- 1955: Medalla David Octavius Hill de la Sociedad alemana de Fotógrafos
- Actualmente existe un premio fotográfico en su honor: el Premio Erich Stenger otorgado por la Sociedad Alemana de la Fotografía, de la que Stenger fue miembro fundador.[3]
- La gran colección de fotografías de Erich Stenger es parte actual del  Agfa Foto-Historama del Museo Ludwig.